# San Bartolomeo al Bosco (Appiano Gentile)
San Bartolomeo al Bosco è l'unica frazione del comune di Appiano Gentile, in provincia di Como, posta a nordovest del centro abitato completamente isolata e immersa nella pineta di Appiano Gentile.

## Chiesa
La chiesa di San Bartolomeo al Bosco, in stile romanico e dalle pregevoli vetrate romaniche lombarde, è il fulcro della piccola comunità: al suo interno si trova la statua del Santo del Seicento, e attualmente è visitabile solo il 24 agosto di ogni anno.

## Storia
Fu un antico comune del Milanese.

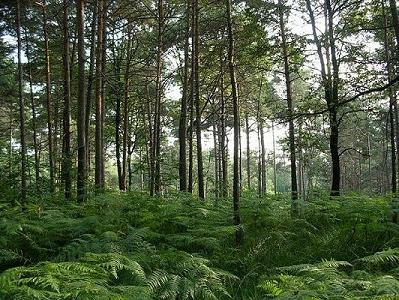
La pineta

Registrato agli atti del 1751 come un villaggio di soli 37 abitanti stretti intorno alla piccola chiesa di San Bartolomeo, era un singolare caso di proprietà privata di un latifondista, in cui l'unica autorità comunale era un console addetto al mantenimento dell'ordine pubblico. Nel 1771 il comune, abitanto da poche famiglie di massari e da braccianti accolti alla bisogna, avendo annesso l'altrettanto minuscola comunità di Cassina Fontana era salito a 92 residenti. Nel 1786 San Bartolomeo entrò per un quinquennio a far parte dell'effimera Provincia di Gallarate/Varese, per poi cambiare continuamente i riferimenti amministrativi nel 1791, nel 1798 e nel 1799. Alla proclamazione del Regno d'Italia nel 1805 risultava avere 110 abitanti e cambiò nuovamente capoluogo, stavolta passando in provincia di Como. La microscopicità del comune divenne incompatibile con le illuministiche politiche razionalizzatrici portate in Italia da Napoleone, e fu così che nel 1809 fu soppresso con regio decreto ed annesso ad Appiano. Il Comune di San Bartolomeo fu però ripristinato con il ritorno degli austriaci. Il borgo raggiunse le 174 anime nel 1853, salite a 196 nel 1859 e a 209 nel 1861, quando assunse la definitiva denominazione di San Bartolomeo al Bosco. La soppressione dell'autonomia comunale giunse infine nel 1867, su regio decreto di Vittorio Emanuele II che definì l'unione, stavolta perpetua, con Appiano.